# CorpusUL
CorpusUL est le dépôt institutionnel de l'Université Laval.  Il est géré par la bibliothèque de l'institution.  Le contenu, en libre accès, comprend des articles de recherche, des livres, des chapitres de livres, des rapports de recherche ainsi que les thèses et les mémoires de l'institution.